# C/1898 L1 (Coddington-Pauly)
C/1898 L1 (Coddington-Pauly) ist ein Komet, der in den Jahren 1898 und 1899 nur mit optischen Instrumenten beobachtet werden konnte.

## Entdeckung und Beobachtung
Heutzutage werden die meisten Kometen photographisch entdeckt. Im 19. Jahrhundert war dies erst bei wenigen Kometen der Fall. Dieser Komet wurde am 11. Juni 1898 von Edwin Foster Coddington am Lick-Observatorium auf einer Photoplatte entdeckt, die er am Abend des 9. Juni (Ortszeit) aufgenommen hatte. Erst zwei Tage später konnte die Photoplatte entwickelt werden und Coddington fand darauf einen merkwürdigen Strich in der Nähe von Antares. Dass es sich dabei um einen Kometen handelte, konnte dann noch am selben Abend mit Hilfe eines Teleskops von ihm und seinem Kollegen William Joseph Hussey visuell bestätigt werden. Unabhängig davon wurde der Komet am Abend des 14. Juni 1898 auch von Wolfgang Pauly in Bukarest aufgefunden, der keine Kenntnis von der zuvor erfolgten Entdeckung hatte, obwohl der Komet bereits am 13. und 14. Juni auch von den inzwischen informierten europäischen Sternwarten beobachtet wurde.
Im weiteren Verlauf des Junis wurde der Komet intensiv an Sternwarten in Europa, Süd- und Nordamerika beobachtet und auch fotografiert. Der Komet hatte zu dieser Zeit eine Helligkeit von 8–9 mag, ein ausgeprägter Schweif konnte nicht festgestellt werden. Während der Komet weiter seinem sonnennächsten Punkt zustrebte, bewegte er sich am Himmel südlich und konnte im Juli nur noch von zwei Astronomen auf der Nordhalbkugel gesehen werden. Für den Rest des Jahres wurde der Komet dann nur noch von der Südhalbkugel aus verfolgt, u. a. von John Tebbutt in Windsor (New South Wales), der ihn noch bis zum 3. März 1899 beobachten konnte. Inzwischen wieder sichtbar für Beobachter auf der Nordhalbkugel, wurde der Komet aber nur noch von Coddington von Anfang bis Ende Februar, sowie vereinzelt im August und September beobachtet. Die letzte Positionsbestimmung gelang ihm schließlich am 7. Dezember 1899.
Der Komet erreichte nie eine ausreichende Helligkeit, um mit dem bloßen Auge gesehen werden zu können.

## Wissenschaftliche Auswertung
Das Spektrum des Kometen wurde im Juni 1898 von William Wallace Campbell und William Hammond Wright am Lick-Observatorium beobachtet. Sie konnten die kometentypischen Emissionslinien von Kohlenstoff (C2) feststellen.
Die erste hyperbolische Umlaufbahn unter Einbeziehung von Beobachtungen über die ganze Sichtbarkeitsperiode des Kometen und Berücksichtigung von Bahnstörungen verursacht durch Venus, Erde, Jupiter und Saturn wurden bereits 1901 durch Charles J. Merfield berechnet. Aufbauend auf diesen Berechnungen konnte Erik Sinding in einer Untersuchung von 1953 bestätigen, dass der Komet definitiv auf einer hyperbolischen Bahn das Sonnensystem verlässt, wohingegen für wahrscheinlich angenommen wurde, dass der Ursprung des Kometen innerhalb desselben liegt.
Brian Marsden, Zdenek Sekanina und Edgar Everhart bestimmten 1978 für die ursprüngliche Bahn des Kometen vor dem Durchlaufen des inneren Sonnensystems eine elliptische Form mit einer Großen Halbachse in der Größenordnung von 14.700 AE. Für die zukünftige Bahn des Kometen wurde von ihnen eine hyperbolische Form bestätigt.
Die Bahnelemente des Kometen C/1898 L1 wurden neben denen von 18 anderen extrem langperiodischen Kometen von Jan Hendrik Oort zur Herleitung seiner Hypothese der Oortschen Kometenwolke benutzt.

## Umlaufbahn
Für den Kometen konnte aus 130 Beobachtungsdaten über einen Zeitraum von fast 1 ½ Jahren eine hyperbolische Umlaufbahn bestimmt werden, die um rund 70° gegen die Ekliptik geneigt ist. Seine Bahn steht damit steil angestellt zu den Bahnebenen der Planeten. Im sonnennächsten Punkt der Bahn (Perihel), den der Komet am 14. September 1898 durchlaufen hat, befand er sich mit etwa 254,6 Mio. km Sonnenabstand etwas außerhalb des Bereichs der Umlaufbahn des Mars. Bereits am 15. Juni hatte er (4) Vesta in etwa 100,5 Mio. km Abstand passiert und am 19. Juni mit etwa 161,4 Mio. km (1,08 AE) die größte Annäherung an die Erde erreicht.
Nach den Bahnelementen, wie sie in der JPL Small-Body Database angegeben sind und die keine nicht-gravitativen Kräfte auf den Kometen berücksichtigen, hatte seine Bahn vor seiner Passage des inneren Sonnensystems noch eine Exzentrizität von etwa 0,99993 und eine Große Halbachse von etwa 24.500 AE (ca. 0,4 Lichtjahre), so dass seine Umlaufzeit bei etwa 3,8 Mio. Jahren lag. Durch die Anziehungskräfte der Planeten, insbesondere durch relativ entfernte Vorbeigänge am Saturn am 11. Januar 1898 in etwa 7 ⅓ AE und am Jupiter am 20. April 1898 in etwa 4 ¾ AE Distanz, wird seine zukünftige Bahnexzentrizität auf etwa 1,00126 erhöht, so dass er das Sonnensystem auf einer hyperbolischen Bahn verlassen wird.
In einer Untersuchung von 2020 bestimmte M. Królikowska zwei Sätze von nicht-gravitativen Bahnelementen für den Kometen unter Verwendung von 371 Daten aus dem ganzen Beobachtungszeitraum. Sie berücksichtigte dabei auch Störungen durch die galaktische Gravitationswirkung und durch nahe vorbeiziehende Sterne. Ihre bevorzugte Lösung (Modell „n5“) ergibt für die ursprüngliche Bahn des Kometen eine Exzentrizität von etwa 0,99985 mit einer Großen Halbachse von etwa 11.000 AE und einer Umlaufzeit von etwa 1,1 Mio. Jahren, dabei war er zuvor bereits bis auf etwa 2,0 AE in die Sonnennähe gelangt, es handelte sich also um einen definitiv „dynamisch alten“ Kometen. Alle genannten Werte besitzen allerdings eine hohe Unsicherheit. Für die zukünftige Bahn fand sie eine Exzentrizität von etwa 1,00136.